# قائمة منبثقة

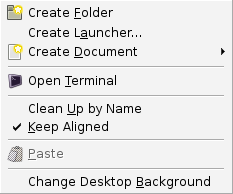
القائمة المنبثقة لسطح المكتب في واجهة جنوم

القائمة المنبثقة (بالإنجليزية: Context menu)‏ (تسمى أيضاً قائمة السياق أو قائمة الاختصارات) وهي قائمة توجد في واجهة المستخدم الرسومية (بالإنجليزية: واجهة مستخدم رسومية)‏ والتي تظهر عند تفاعل المستخدم بالضغط على الزر الأيمن للفأرة أو الزر الأوسط في بعض الأحيان.
القائمة المنبثقة توفر مجموعة من الاختيارات المحدودة والتي تكون متاحة في وضع أو سياق النظام أو التطبيق.
عادة تكون الاختيارات المتاحة ذات علاقة بالإجراءات الممكن تنفيذها على العنصر المحدد.